# Яковенко Ігор Олександрович
Ігор Олександрович Якове́нко (нар. 13 березня 1951, Москва) — російський журналіст, політик, громадський діяч та вчений — соціолог та педагог. У минулому — генеральний секретар Спілки журналістів Росії. Блогер, веде власні блоги в соціальних мережах, таких як YouTube. Після захоплення влади в Росії чекістською хунтою на чолі з Путіним перейшов у відкриту опозицію режиму. З 2022 року в еміграції в Литві.

## Життєпис
У 1976 році закінчив філософський факультет МДУ. З 1988 по 1990 рр. працював викладачем філософії. Одночасно був редактором журналу ЦК КПРС «Діалог». 12 червня 1990 року вийшов зі складу КПРС. У 1993—1995 роках був депутатом Державної Думи Російської Федерації від партії «Яблоко». У 1995 році став головним редактором журналу «Рубежи». У травні 1998 року на 6-му з'їзді Союзу журналістів Росії (СЖР) Ігор Яковенко був обраний генеральним секретарем цієї найбільшої журналістської організації Росії. Перебуваючи на посаді, Яковенко очолював боротьбу за незалежність преси та голосно засуджував кроки Кремля щодо ліквідації незалежних ЗМІ в Росії, що призвело до його звільнення з посади секретаря СЖР на 12 лютого 2009 р.